# 파티공룡 렉스
파티공룡 렉스(Partysaurus Rex)는 마크 A. 월쉬 감독의 2012년 미국의 코미디 애니메이션 단편 영화다. 톰 행크스 등이 주연으로 출연하였다.
픽사의 니모를 찾아서의 3D 재개봉에 앞서 상영되었다.

## 줄거리
렉스는 다른 장난감들이 비누방울을 부는 것을 보고 바닥에 비누가 묻을까 걱정하며 방해한다. 다른 장난감들에게 질책을 받은 렉스는 미스터 포테이토 헤드로부터 "파티 망치는 렉스"라는 놀림을 받는다. 다른 장난감들은 보니가 목욕 준비를 하는 소리를 듣고 흩어지고, 렉스는 홀로 남는다. 보니가 욕조에서 렉스와 목욕 장난감들을 가지고 놀던 중, 엄마가 욕조 마개를 빼고 보니를 할머니 집에 데려간다.
목욕 장난감들은 방문객이 있어 기뻐하지만, 마지막 물마저 빠져나가자 슬퍼한다. 팔이 없는 장난감들은 움직이기 위해 물이 필요했기 때문이다. 그들은 누군가가 욕조를 다시 채워주기를 바란다. 렉스는 처음에 새로 물을 받는 것이 좋지 않은 생각이라고 여기지만, 미스터 포테이토 헤드의 모욕적인 말을 떠올리고는 자신이 "파티공룡 렉스"라고 선언하며 배수구를 막고 물을 튼다.
목욕 장난감들은 곧 신나는 파티를 시작하고, 마음이 가벼워진 렉스는 거품 입욕제를 넣고 스펀지로 넘침 방지 배수구를 막는다. 렉스는 곧 갑자기 욕조가 넘치면 물이 복도로 흘러나갈 것이라는 사실을 깨닫는다. 하지만 물을 끄려는 필사적인 시도는 수도꼭지와 마개 체인을 고장 내는 것으로 끝난다.
마침내 수도꼭지의 작은 손잡이를 당겨 물줄기를 막지만, 이는 단순히 물줄기를 샤워기 쪽으로 돌릴 뿐이었다. 욕조가 넘칠 것이라고 다른 장난감들에게 경고하지만, 목욕 장난감들은 오히려 좋아하며 넘치는 물결을 신나게 탄다. 욕실 밖에서는 우디와 버즈, 다른 장난감들이 렉스를 확인하러 왔다가 욕실 문 밖으로 터져 나오는 물살에 휩쓸린다.
이후 보니의 엄마는 집의 배관 수리비를 지불한다. 렉스는 자신의 전성기를 즐기지만, 미스터 포테이토 헤드는 그의 이야기를 의심한다. 밖에서는 여러 수영장 장난감들이 목욕 장난감들로부터 렉스의 활약을 전해 듣고, 그들도 파티를 할 수 있게 실외 수도꼭지를 틀어달라고 부탁한다. 렉스는 요청에 응하고 그들과 함께 즐거운 시간을 보낸다.

## 출연

### 주연
- 톰 행크스
- 팀 알렌
- 월리스 쇼운
- 코리 버튼
- 토니 콕스
- 도널드 풀리러브
- 에밀리 한
- 돈 리클스

## 제작진
- 책임프로듀서: 존 라세터